# Córrego São Pedro
O Córrego São Pedro é um curso de água corta o município de São José do Rio Preto, no estado de São Paulo, no Brasil.

## Nascente e Comprimento
Nasce em São José do Rio Preto, e alcança em seu percurso mais ou menos seis quilômetros.

## Informações
É afluente do rio Preto. Corta o município de São José do Rio Preto,onde recebe esgoto e alguns afluentes.
O córrego São Pedro passa pela periferia da região norte de São José do Rio Preto, por esse motivo, quase 90% de sua mata ciliar é adequada. O Poção é lago formado por um de seus afluentes, o riacho dos Cavalos.

## Afluentes
Recebe alguns afluentes durante seu percurso:
Margem norte
- Córrego dos Cavalos
- Córrego Pitangueira
- 'Riacho 2 amigos
- Riacho Cidadania

Margem sul
- Córrego Califórnia
- Córrego Floresta Park
- Córrego Flórida

## Problemas ambientais
Durante o percurso na cidade, o córrego enfrenta um problema ambiental muito comum nos cursos d'água brasileiros: o esgoto.  Alguns metros após receber as águas de um riachinho, o córrego recebe esgoto doméstico dos bairros Santo Antônio e Cidadania, tornando-se fétido e de águas verdes.
Esse problema vai ser resolvido alguns quilômetros adiante, pois a Estação de Tratamento de Esgoto não vai tratar as águas apenas do rio Preto, como também as suas, alguns metros antes de sua foz. 
Há também um problema que acontece em poucos locais: a mata ciliar inadequada, ou a falta de cobertura vegetal.

## Bairros por onde passa
- Maria Lúcia (passa ao lado)
- Arroyo(passa ao lado)
- Cidadania(passa ao lado)
- Santo Antônio (passa ao lado)
- Jardim Nunes (passa ao lado)
- Estância São Pedro (passa ao lado)